# 錢應清
钱应清（约1878年—1938年11月29日）字镜平，江苏省崇明县（今属上海市）人。清末民初会计学家、会计实务专家，中国会计立法的先驱者。

## 生平
1870年代后期，钱应清生于江苏省崇明县。后他赴日本留学，在日本留学期间，钱应清担任中国国留日学生于1906年11月在东京创刊的杂志《教育》的撰稿人。清朝光绪三十三年（1907年）毕业于早稻田大学政治理财科。同年归国，与梁志宸等一起被清廷着赏法政科举人。1907年底，以法政科举人身份任宪政编查馆统计局副科员。后任京师译学馆理财教员。1909年（宣统元年）4月，度支部派钱应清为浙江省清理财政副监理主事。
中华民国成立后，民国元年（1912年）1月，钱应清当选国民协会交际部职员。同年3月，任北京政府财政部会计司司长（时称司计处），与钱法司司长孙德全为同僚。上任后不久，钱应清向财政部递交了代拟的《财政部请将<会计法草案>咨交参议院议决呈》，并附其所撰《会计法草案序言》以及所拟8章36条《会计法草案》。1912年9月，钱应清任北京政府蒙藏事务局顾问。11月，转任财政部库藏司司长。1913年，同谢霖、杨汝梅等教授发起创立了中国经济学会。钱应清还参加了公民党，并当选该党参事。同年9月，被免去库藏司司长一职。
1922年7月，钱应清同贾士毅教授等同任全国财政讨论委员会委员。1924年11月，任职于北京政府交通部。1936年，他和王一亭、关炯之在上海兴办慈善事业。
1938年4月，任中华民国维新政府财政部公债司司长。同年11月29日，钱应清在上海寓所内被砍杀身亡。

## 著作
- 《会计法草案》
- 《自由保护贸易得失论》
- 《会计学要论》
- 吉川潤二郎，铁血宰相，錢應清, 丁疇隱译，上海：文明書局，1903年
- 译文《英国宪法正文》
- 论文《实验心理发达小史》
- 《叶仲鸾先生寿言集·序》
- 《半弓居文集》
- 《竞庐诗稿》（1933年）